# شیگلوز
شیگلوز (به انگلیسی: Shigellosis) یا اسهال خونی باسیلی، از بیماری‌های باکتریایی روده است. شیگلوز نوعی کولیت التهابی عفونی است که به‌وسیله‌ی یکی از انواع شیگلا ایجاد می‌گردد.

## کلیات
شیگلا، یک باکتری گرم منفی و فاقد اسپور است. شیگلاها از جمله عوامل اصلی بروز اسهال‌های حاد خونی به‌شمار می‌آیند.
دیسانتری یعنی «اسهال همراه با خون مشهود در مدفوع».
بر اساس خصوصیات بیوشمیایی و سرولوریکی می‌توان چهار نوع زیر را از یکدیگر افتراق داد شیگلا دیسانتری، شیگلا فلکسنری، شیگلا سونی، شیگلا بویدی
گروه A شیگلا دیسانتری ( Shigella dysenteriae ) که تیپ یک آن همه گیری‌های گسترده و طولانی مدت ایجاد می‌نماید و عفونت با آن به نسبت دیگر گونه‌های شیگلا شدیدتر و طولانی تر است و در موارد بیشتری با مرگ و میر همراه است.( فقط ۱Sd همه‌گیری‌های طولانی‌مدت و گسترده اسهال‌خونی ایجادمی‌کند )
- گروه B شیگلا فلکسنری که مانند شیگلا دیسانتری در کشورهای در حال توسعه بیشتر دیده می‌شود.
- گروه C شیگلا بویدی و گروه D شیگلا سونئی که در کشورهای توسعه یافته شایع تر است.هر چهار گروه شیگلاها در دیسانتری دیده می‌شوند ولی به دلایل فوق ما بیشتر به شیگلا دیسانتری می‌پردازیم .
شیگلوز ناشی از شیگلا دیسانتری در اغلب موارد طی ۷ روز بدون عارضه بهبود می‌یابد؛ ولی گاهی اسهال پایدار مشاهده‌می‌شود. عوارض عمده ناشی از ابتلا به ۱Sd عبارتند از:
۱. سندرم همولیتیک اورمیکHUS،
۲. تشنج،
۳. سپتی‌سمی،
۴. بیرون‌زدگی رکتوم،
۵. مگاکولون توکسیک.
- آرتریت راکتیو یا سندرم رایتر به ندرت به دنبال عفونت با شیگلا فلکسنری دیده می‌شود.

## شیوع و پراکندگی
میزان مرگ‌ومیر بیماری در صورت نبود درمان مؤثر و به‌موقع، ۱ تا ۱۰درصد موارد ابتلا خواهدبود. در جوامع پرجمعیت که وضعیت بهداشت آنهانامناسب‌است، شیوع بیماری بیشتراست. شیگلوز اصولاً فقط در انسان و پریماتها (مانند میمون و شامپانزه) دیده می‌شود.
در دوره‌هـای همه‌گیری معمولاً تا یک‌سوم جامعة در معرض خطر ممکن‌است دچار عفونت شود. بیماری تمایل فصلی دارد و در هوای گرم و مرطوب شایع‌تراست. انتقال ۱Sd بیشتر از طریق تماس فرد با فرد و همچنین از طریق مواد غذایی (به ویژه غذاهای سرد مانند جعفری، سالاد، کاهو)و آب صورت می‌گیرد. تعداد میکروب لازم برای ایجاد عفونت بسیار کم‌است؛ به‌طوری که افراد با ۱۰ میکروب نیز آلوده شده‌اند ( اهمیت مگس در انتقال این بیماری ). تعداد میکروب دفعی از بیمار در زمان اسهال خونی، زیاد و بالغ بر ۱۰۰ عدد باکتری در هر گرم مدفوع‌است. طول عمر عامل بیماری‌زا در آب شیرین ۵ تا ۱۱ روز، در ملحفه چرک تا ۷ هفته، در آب شور ۱۲ تا ۳۰ ساعت، در گرد و غبار با درجه حرارت اتاق تا ۶ هفته‌است. یخ‌زدن موجب ازبین‌رفتن ارگانیسم نمی‌شود؛ اما ممکن‌است از تعداد میکروب‌های زنده بکاهد.
شیگلاها سالیانه تقریباً ۱۶۵ میلیون انسان را به دیسانتری حاد مبتلا می‌سازند و بیش از یک میلیون نفر ( به خصوص کودکان کشورهای در حال توسعه ) را می‌کشند .
- سایر علل اسهال‌خونی

به‌جـز ۱Sd و سایر شیگلاهـا، اسهال‌خونی ممکن‌است به علت عوامل بیماری‌زای دیگر از جمله کامپیلوباکترژژونی، اشریشیاکلی مهاجم، سالمونلاها و به نسبت کمتری اِنتامیبا هیستولیتیکا باشد.

## بیماری
شیگلا معمولاً از طریق دهان وارد دستگاه گوارش شده از طریق تهاجم به سلول‌های پوششی روده بزرگ و انتهای روده باریک سبب زخم مخاطی خونریزی‌دهنده همراه با ترشحات التهابی می‌شوند . این باکتری معمولاً وارد خون نمی‌شود . علایم بالینی اسهال خونی، تب (٪۹۰)، استفراغ (٪۷۶)، زورپیچ شکم، درد رکتوم و خستگی است. تقریبآ در نیمی از موارد، اسهال حاد بدون وجود خون در مدفوع بیمار دیده می‌شود که در این موارد، تشخیص افتراقی بالینی از سایر اسهال‌های حاد دشوار است.

## راههای انتقال
انتقال به صورت فرد به فرد و از راه مدفوعی- دهانی، مؤثرترین روش انتقال است. اما در بعضی از موارد به وسیله ناقلین آلوده‌ای مثل غذا، آب، حشرات، اشیا و ممکن است شیگلا از راه دهانی-مقعدی در حین فعالیت جنسی می‌باشد.

## تظاهرات بالینی
شدت تظاهرات بالینی به عواملی مانندخصوصیات میزبان (سن، وضعیت ایمنی و تغذیه‌ای میزبان)گونه‌آلوده کننده وابسته است .
شیگلوز به طور معمول طی ۴مرحله رخ می‌دهد که عبارتند از

### دوره کمون
دوره کمون معمولاً ۱ تا ۴ روز طول می‌کشد اما ممکن است تا ۸ روز هم ممکن است به طول بینجامد.

### اسهال آبکی
تظاهرات اولیه‌ی معمول عبارتنداز تب گذرا، اسهال آبکی محدود، بی‌حالی وبی‌اشتهایی، علایم ونشانه‌هامی‌توانند از ناراحتی شکم خفیف تا کرامپ‌های شدید شکمی، استفراغ، زورپیچ متغیر است.

### دیسانتری
ممکن است این مرحله به خصوص در کشورهای توسعه یافته تنها تظاهر بیماری باشد واسهال به‌صورت حجم‌های کوچک وهمراه با خون و چرک دیده می‌شود.

## پیشگیری از عفونت شیگلایی
اقدام‌های لازم به‌منظور پیشگیری از ابتلا عبارتند از:
۳. ۱.آموزش بهداشت (آموزش بهداشت اساس آگاه‌سازی و جلب مشارکت جامعه‌است.)، شست‌وشوی دست‌ها با آب و صابون به‌ویژه پس از اجابت مزاج، تغذیه با شیر مادر، بهداشت مواد غذایی (اجتناب از مواد غذایی خام، طبخ کامل غذا، داغ کردن غذا قبل زا خوردن، شست‌وشوی دقیق ظروف، استفاده از توری برای مگس)، بهداشت آب آشامیدنی
۳. ۲. توزیع آب: آب لوله‌کشی باید کلرزنی شود. اگر از آب‌های در معرض آلودگی مانند برکه و چاه به‌عنوان منابع آب آشامیدنی استفاده می‌شود، باید با ایجاد موانع مناسب از آلودگی آنها توسط افراد و حیوانات جلوگیری شود. توالت‌ها و محل دفن مدفوع باید حداقل بیش از ۱۰ متر از منابع آب فاصله داشته باشد و همیشه در سطحی پایین‌تر از سطح آبگیری احداث شوند.
۳. ۲. گندزدایی و ذخیره آب توسط خانوارها : باید آب را در ظروف دَرداری که روزانه شست‌وشو می‌دهند، نگه‌داری کنند.
۳. ۳. دفع بهداشتی فضولات انسانی
۳. ۴. گندزدایی البسه و دفن جنازه
۳. ۵.عدم پیشگیری با آنتی‌بیوتیک : مؤثربودن آنتی‌بیوتیک در پیشگیری دیده نشده‌است و با ظهور سوش‌ها مقاوم به دارو، درمان بیماری در آینده دشوارتراست.

## درمان
اساس درمان بیماری ناشی از ۱Sd، تجویز آنتی‌بیوتیک مناسب‌است که از عوارض وخیم و مرگ بیماران می‌کاهد. سایر اقدامات حمایتی درمان اسهال حاد (درمان کم‌آبی با محلول خوراکی ORS یا محلول‌های وریدی، تغذیه مداوم بیماران، ارجاع بیماران پرخطر یا بدحال ) نیز باید اجرا شود.
۴. ۱. انتخاب آنتی‌بیوتیک مؤثر: مبنای انتخاب آنتی‌بیوتیک، نتیجـه آزمون حساسیت دارویی سوش‌های شیگلا است. متأسفانه مقاومت ۱Sd به آمپی‌سیلین و کوتریموکسازول شایع شده‌است. اسید نالیدیکسیک که پیش از این داروی جایگزین در موارد مقاوم شیگلا بود، درحال‌حاضر داروی انتخابی‌است. متأسفانه مصرف این دارو نیز در مواردی با مقاومت همراه است. سایر داروها مانند فلوروکینولون‌ها (سیپروفلوکساسین) و سفتریاکسون که روی بیشتر سوش‌های ۱Sd اثر دارند، گران‌قیمت هستند. همه داروهای فوق باید حداقل به‌مدت ۵ روز تجویز شوند.
- در شرایطی که ۱Sd به‌عنوان عامل همه‌گیری به اثبات نرسیده یا حساسیت دارویی آن مشخص نباشد باید تا حصول نتایج آزمایشگاهی از اسید نالیدیکسیک استفاده کرد.
- آنتی‌بیوتیک‌هایی که اغلب بر ۱Sd مؤثر نیستند عبارتند از: آمپی سیلین و کوتریموکسازول، کلرامفنیکل، تتراسایکلین . تجویز کینولون‌های جدید در کودکان کوچکتر از ۱۲ سال توصیه نمی‌شود.

۴. ۲. کم‌آبی : اگرچه اسهال خونی معمولاً با کم‌آبی و از دست‌رفتن شدید الکترولیت‌ها همراه نیست، لازم‌است وضعیت آب و الکترولیت این بیماران ارزیابی شود و در صورت کم‌آبی، موارد خفیف با محلول ORS و موارد شدید با محلول‌های تزریقی درمان شوند. به مبتلایان توصیه شود که مایعاتی مانند ORS، آب برنج، سوپ، دوغ و آب مصرف کنند.
۴. ۳. تغذیه بیماران : رژیم خوراکی مغذی به تمام مبتلایان به اسهال خونی توصیه می‌شود. به‌طور معمول تا ۲ روز پس از مصرف آنتی‌بیوتیک مؤثر، اشتها بَرمی‌گردد. باید غذای کم حجم و به دفعات بیشتر خورده شود زیرا بهتر تحمل می‌شود. غذای بزرگسالان باید زودهـضم و مغذی باشـد، درضمن از ادویه و غذاهـای سرخ‌شـده اجتناب شـود.در مورد شیرخواران تغذیه با شیرمادر را ادامه دهید.
- اصول رسیدگی به مبتلایان اسهال‌خونی طی همه‌گیری ۱Sd : ارجاع بیماران بدحال یا پرخطر، درمان همه بیماران با آنتی بیوتیک مؤثر، درمان کم‌آبی با محلول خوراکی ORS یا محلول‌های وریدی(در موارد کم‌آبی شدید)

۴. ۴. ارجاع بیماران پُرخطر (High-Risk)عبارتند از : کودکان کوچک‌تر از ۵ سال (شیرخواران)، کودکان دچار سوءتغذیه شدید، بزرگسالان بالای ۵۰ سال، بیماران مبتلا به کم‌آبی، تشنج یا بدحال در زمان مراجعه و...
۴. ۴. عدم بهبود : هنگامی‌که داروی ضدمیکروبی مؤثر باشد، بهبود بالینی (احساس بهبود، کاهش دفعات اجابت مزاج و مقدار خون در مدفوع، کاهش تب، دردهای شکمی و بهبود اشتها) معمولاً ظرف ۴۸ ساعت ظاهر می‌شود. تمام بیمارانی که پس از ۲ روز درمان، بهبودنیافته‌اند به بیمارستان اعزام شوند.
۴. ۵.داروهای «ضد اسهال» : داروهای کاهنده علایم بیماری مانند زورپیچ شکم یا کاهـنده دفعات اجـابت مزاج(مانند لوپرامید، دیفنوکسیلات و پارگوریک) هرگز تجویز نشود زیرا ممکن‌است موجب تشـدید عوارض بیماری شوند.

## درمان عوارض بیماری
۵. ۱. تخلیه پتاسیم بدن : دفع پتاسیم بدن در شیگلوز ممکن‌است بسیار شـدید باشـد. شیوه مناسب پیشگیری از آن، تجویز ORS از زمان شروع بیماری است. می‌توان غذاهای دارای مقدار زیاد پتاسیم مانند موز یا آب نارگیل مصرف کرد.
۵. ۲. تب شدید : تب بیش از ۳۹ درجه، ممکن‌است در کودکان خردسال سبب بروز تشنج شود. تب را باید بااستامینوفن(پاراستامول)مهار کرد، کاهش تب بر بهبود اشتها و کاهش بی‌قراری کودک نیز مؤثراست.
۵. ۳. سندرم همولیتیک‌اورمیک (HUS) : علائم سه گانه کلاسیک این سندرم عبارتند از : آنمی‌همولیتیک؛ ترومبوسیتوپنی؛ نارسایی کلیه.

## نقش آزمایشگاه
مسئولیت‌های اساسی آزمایشگاه عبارتند از:
۶. ۱. انجام کشت به‌منظور جدا کردن ۱Sd در تمام موردهای همه‌گیری اسهال خونی ؛
۶. ۲. انجام آنتی بیوگرام به‌منظور تعیین حساسیت دارویی سوش‌های شیگلا.
۶. ۳. بررسی مستمر (پایش) حساسیت دارویی سوش‌های جداشده در مدت همه‌گیری.
- درآزمایش لام مرطوب از نمونه مدفوع در بیماران اسهالی مشکوک به شیگلوز علاوه بر شیگلا تعدادی گلبولهای قرمز پلی مورف وماکروفاژ مشاهده می‌شود.